# Fungia hexagonalis
Espèce
Synonymes
- Cycloseris hexagonalis (Milne Edwards & Haime, 1848)

Statut CITES
Fungia hexagonalis est une espèce de coraux appartenant à la famille des Fungiidae.